# Sorbus lancastriensis
Sorbus lancastriensis är en rosväxtart som beskrevs av Edmund Frederic Warburg. Sorbus lancastriensis ingår i släktet oxlar, och familjen rosväxter. Inga underarter finns listade i Catalogue of Life.
Denna växt förekommer med flera från varandra skilda populationer vid Morecambe Bay i Lancashire i nordvästra England. Arten växer i låglandet och i kulliga områden upp till 200 meter över havet. Sorbus lancastriensis är utformad som en buske eller som ett upp till 6 meter högt träd. Växten hittas i områden med kalkstensklippor.
Sorbus lancastriensis behöver öppen terräng och några exemplar kan försvinna när skogarna blir tätare. Hela populationen antas vara stabil. IUCN kategoriserar arten globalt som livskraftig.